# Концертний альбом
Концертний («живий») альбом — музичний альбом, який містить аудіоматеріал (зазвичай музичний), записаний під час «живого» виступу виконавця, найчастіше на сцені. Живі альбоми можуть бути записані під час одного концерту або об'єднувати записи з декількох виступів. Відрізняються від студійних альбомів менш «досконалим» звучанням і мають на меті відтворити атмосферу живого концерту. Можуть містити оплески й інші шуми аудиторії, коментарі виконавців між виступами. Звичайно записуються прямо зі звукової апаратури на сцені. Іноді допрацьовуються в студії для поліпшення якості — наприклад, можуть бути накладені додаткові вокальні чи інструментальні партії, зменшений шум аудиторії тощо.
Один із найпоширеніших концертних альбомів є S&M (Metallica)